# Charles Helou
Charles Helou (tiếng Ả Rập: شارل الحلو) (25 tháng 9 năm 1913 – 7 tháng 1 năm 2001) là tổng thống của Liban từ năm 1964 đến năm 1970.

## Tiểu sử
Helou sinh ra tại Beirut, ngày 25 tháng 9 năm 1913, trong gia đình Maronite giàu có đến từ Baabda. Ông có bằng danh dự từ Đại học St. Joseph năm 1929, và hoàn thành khóa học luật năm 1934. Helou là một doanh nhân thành công và thành lập tờ báo tiếng Pháp L'Eclair du Nord. Ông cũng là một biên tập viên cho tờ báo chính trị bằng tiếng Pháp xuất bản hàng tuần Le Jour do người bạn thân của ông là Michel Chiha sáng lập.

## Sự nghiệp chính trị
Năm 1936, ông lần đầu tiên hoạt động chính trị khi ông cùng với Pierre Gemayel và ba người khác thành lập Đảng Kataeb. Tuy nhiên sự khác biệt tư tưởng với Gemayel khiến ông bỏ đảng.
Chức vụ chính phủ đầu tiên của Helou là làm đại sứ tại Vatican năm 1947. Năm 1949, ông tham gia vào các cuộc thương thuyết giữa Israel và Liban khi Israel đòi hỏi nhượng bộ ngoại giao để đổi lại việc Israel rút quân khỏi lãnh thổ Liban. Sau đó ông là bộ trưởng tư pháp và y tế (1954-1955) và bộ trưởng giáo dục (1964). Ban đầu, sự thiếu liên kết chính trị đã giúp Helou có thể trở thành một nhà lãnh đạo đoàn kết Liban và ông đã được nghị viện bầu làm tổng thống năm 1964 để kế nhiệm Fuad Chehab.

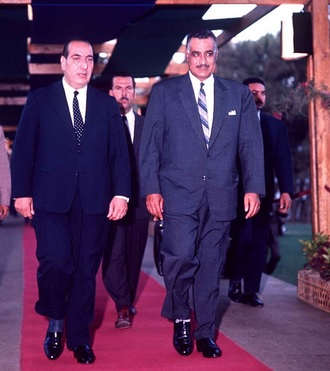
Helou (trái) và tổng thống Ai Cập Gamal Abdel Nasser tại hội nghị thượng đỉnh Liên đoàn Ả Rập 1964 ở Alexandria

Liên minh giữa Chehab và thủ tướng Rashid Karami, một người theo chủ nghĩa dân tộc Ả Rập kiên định, đã giúp Karami kiểm soát hiệu quả chính phủ Liban. Helou thành lập và khai trương Viện nghiên cứu Palestine năm 1963. Vấn đề gây rắc rối cho Helou là lưu vực sông Jordan trong lãnh thổ Israel.
Sự tăng trưởng kinh tế ấn tượng trong nhiệm kỳ của Helou đã tạo ra một nền văn hóa và lối sống đậm đà ở Liban (có lẽ đây là nguồn gốc tên gọi "Paris của phương Đông" cho thủ đô Beirut và "Thụy Sĩ của Trung Đông" cho Liban). Tuy nhiên nó cũng bị ảnh hưởng một phần bởi khủng hoảng ngân hàng Intra năm 1966 và tăng trưởng không mạnh khiến Liban tránh tham gia cuộc xung đột Ả Rập-Israel. Cuộc chiến tranh sáu ngày năm 1967 dẫn tới căng thẳng bè phái Liban. Phe Hồi giáo muốn Liban tham gia vào cuộc xung đột giữa Ả Rập và Israel, trong khi phe Kitô hữu muốn tránh tham gia. Helou đã cố gắng giữ Liban không vướng vào cuộc chiến này, bằng việc chỉ cho một cuộc không kích ngắn, nhưng không thể dập tắt nhưng căng thẳng nêu trên. Cuộc bầu cử nghị viện năm 1968 đã cho thấy sự chia rẽ ngày càng tăng trong nước, với hai liên minh lớn, một theo chủ nghĩa dân tộc thân Ả Rập, do Rashid Karami dẫn đầu và một được phương Tây hậu thuẫn được dẫn đầu bởi cựu tổng thống Camille Chamoun, Pierre Gemayel, Reymond Eddé, mỗi liên minh giành được 30 trong số 90 ghế trong nghị viện.
Bên cạnh đó, chính phủ bị thách thức bởi sự hiện diện của lực lượng vũ trang Palestine ở miền Nam đất nước, và các cuộc đụng độ giữa quân đội với Tổ chức Giải phóng Palestine (PLO) ngày càng trở nên thường xuyên. Trong một thời gian dài, Helou chống lại họ, nhưng vào năm 1969, sau khi thất bại trong việc chấm dứt cuộc nội loạn về mặt quân sự, ông cuối cùng đã nhượng bộ và ký hiệp định Cairo, cho phép quân du kích Palestine tấn công Israel từ các căn cứ ở Liban, với hy vọng rằng họ sẽ hạn chế các cuộc tấn công xuyên biên giới chống lại Israel và ngừng thách thức chính phủ Liban. Tuy nhiên, các cuộc đụng độ vẫn tăng lên.
Năm 1970, ông ủng hộ Elias Sarkis trở thành người kế nhiệm ông, nhưng sau đó Suleiman Frangieh được nghị viện bầu làm tổng thống.

## Sau khi kết thúc nhiệm kỳ
Không giống như các cựu tổng thống khác, đa số vẫn hoạt động chính trị sau nghỉ hưu, Helou đã biến mất khỏi chính trường. Ông đã tham gia vào một chương trình từ thiện, thành lập một số nhà hàng cung cấp bữa ăn miễn phí cho người cao tuổi.

## Qua đời
Helou qua đời vì một cơn đau tim vào ngày 7 tháng 1 năm 2001. Ông thọ 87 tuổi.

## Sách của Helou[7]
- C. Helou và J. A. Sellers, Evaluation of a Family of Binomial Determinants, Electronic Journal of Linear Algebra, Volume 30 (2015), Article # 22, các trang 312-321.
- C. Helou và L. Haddad, Finite Sequences Dominated by the Squares, J. Integer Sequences, 18 (2015), #15.1.8, tr.19
- C. Helou, G. Grekos, L. Haddad và J. Pihko On the General Erdos-Turan conjecture, International Journal of Combinatorics, Vol. 2014 (2014), Article ID 826141, tr.11.
- C. Helou và L. Haddad, Representation of integers by near quadratic sequences, J. Integer Sequences, 15 (2012), #12.8.8, tr.10.
- C. Helou, Reciprocal relations between cyclotomic fields, J. Number Theory 130 (2010), các trang 1854-1875.

C. Helou và G. Terjanian, On Wolstenholme’s theorem and its converse, Journal of Number Theory, 128 (2008), các trang 475-499.
- C. Helou và G. Terjanian, Arithmetical Properties of Wendt's determinant, J. Number Theory, 115 (2005), các trang 45-57.
- C. Helou, G. Grekos, L. Haddad and J. Pihko, On the Erdos-Turan conjecture, J. Number Theory, 102 (2003), các trang 339-352.
- C. Helou, On the Hilbert symbol in cyclotomic fields, Acta Arithmetica 105.1 (2002), các trang 35-49.
- C. Helou, Power reciprocity for binomial cyclotomic integers, Journal of Number Theory 71 (1998), các trang 245-256.
- C. Helou, Norm Residue Symbol and Cyclotomic Units, Acta Arithmetica 73 (1995), các trang 147-188.
- C. Helou, An Explicit 2n-th Reciprocity Law, Journal für die Reine und Angewandte Mathematik 389 (1988), các trang 64-89.